# 이주민 (음악 그룹)
이주민은 대한민국의 음악 그룹이다.2019년 EP 《Freedom Ain't Free》로 데뷔했다.

## 음반
- Freedom Ain't Free (2019)
- ENCORE (2020)